# 2006 JU58
2006 JU58 est un objet transneptunien, faisant partie des cubewanos mesurant environ 211 km de diamètre.